# Bazoches-en-Dunois
 Bazoches-en-Dunois  là một xã thuộc tỉnh Eure-et-Loir trong vùng Centre-Val de Loire nước Pháp. Xã này nằm ở khu vực có độ cao trung bình 136 mét trên mực nước biển.